# Mnium stellare
Espèce
La Mnium stellare ou Mnie en étoile est une espèce de Bryophyte.